# Championnat du Costa Rica de football 1978-1979
Navigation
Saison précédente Saison suivante
La Primera División 1978-1979 est la cinquante-septième édition de la première division costaricienne.
Lors de ce tournoi, le CS Herediano a conservé son titre de champion du Costa Rica face aux neuf meilleurs clubs costariciens.
La saison était divisée en trois phases, lors de la première phase, chacun des dix clubs participant était confronté quatre fois aux neuf autres équipes, puis les cinq meilleures se sont affrontées deux fois de plus, et enfin, les deux premières se sont encore affrontées deux fois de plus.
Seulement une place était qualificative pour la Coupe des champions de la CONCACAF.

## Les 10 clubs participants
| \| San José: Municipal San José Deportivo Saprissa / LD Alajuelense CS Cartagines CS Herediano Limón North. Municipal Puntarenas AD Ramonense AD San Carlos I San José I San José Municipal Turrialba \| Localisation des clubs engagés dans le championnat. |
| San José: Municipal San José Deportivo Saprissa / LD Alajuelense CS Cartagines CS Herediano Limón North. Municipal Puntarenas AD Ramonense AD San Carlos I San José I San José Municipal Turrialba                                                           |

| Club                 | Stade                        | Capacité          | Ville          |
| LD Alajuelense       | Stade Alejandro Morera Soto  | 17 900            | Alajuela       |
| CS Cartagines        | Stade José Rafael Meza       | 13 500            | Cartago        |
| CS Herediano         | Stade Eladio Rosabal Cordero | 8 100             | Heredia        |
| Limón Northern       | Stade Juan Gobán             | 3 000             | Puerto Limón   |
| Municipal Puntarenas | Stade Lito Pérez             | 4 100             | Puntarenas     |
| AD Ramonense         | Stade Carlos Roldan          | 5 000             | San Ramón      |
| AD San Carlos        | Stade Carlos Ugalde Álvarez  | 5 600             | Ciudad Quesada |
| Municipal San José   | Stade inconnu                | Capacité inconnue | Guadalupe      |
| Deportivo Saprissa   | Stade Ricardo Saprissa       | 23 100            | San José       |
| Municipal Turrialba  | Stade Rafael Ángel Camacho   | 4 500             | Turrialba      |

## Compétition
Les cinq meilleures équipes après les 36 premiers matchs joue les 8 matchs suivants, puis les deux meilleures équipes s'affrontent deux fois de plus, le dernier du classement est relégué en Segunda División.
Le classement est établi sur l'ancien barème de points (victoire à 2 points, match nul à 1, défaite à 0).
Le départage final se fait selon les critères suivants :
- Le nombre de points.
- La différence de buts générale.
- La différence de buts particulière.
- Le nombre de buts marqué.

### Classement
| Rang | Équipe                  | Pts | J  | G  | N  | P  | Bp | Bc | Diff |
| ---- | ----------------------- | --- | -- | -- | -- | -- | -- | -- | ---- |
| 1    | CS Herediano (T)        | 53  | 46 | 18 | 17 | 11 | 59 | 46 | +13  |
| 2    | CS Cartagines           | 52  | 46 | 17 | 18 | 11 | 63 | 49 | +14  |
| 3    | LD Alajuelense          | 54  | 44 | 18 | 18 | 8  | 60 | 44 | +16  |
| 4    | Deportivo Saprissa      | 49  | 44 | 16 | 17 | 11 | 53 | 42 | +11  |
| 5    | AD San Carlos (P)       | 48  | 44 | 14 | 20 | 10 | 43 | 43 | 0    |
| 6    | Municipal Puntarenas    | 39  | 36 | 12 | 15 | 9  | 55 | 42 | +13  |
| 7    | AD Ramonense            | 33  | 36 | 11 | 11 | 14 | 44 | 49 | -5   |
| 8    | Limón Northern          | 28  | 36 | 9  | 10 | 17 | 45 | 63 | -18  |
| 9    | Municipal Turrialba (P) | 26  | 36 | 8  | 10 | 18 | 48 | 71 | -23  |
| 10   | Municipal San José      | 22  | 36 | 6  | 10 | 20 | 41 | 62 | -21  |

| Légende : Qualifications et relégations | Légende : Qualifications et relégations                             |
| --------------------------------------- | ------------------------------------------------------------------- |
|                                         | Coupe des champions de la CONCACAF 1980 (1er Tour de qualification) |
|                                         | Relégué en Segunda División                                         |
|                                         | (T) : Tenant du titre (P) : Promu de la saison 1977-1978            |

## Bilan du tournoi
| Tableau d'Honneur |              |
| Compétition       | Vainqueur    |
| Primera División  | CS Herediano |

| Qualifications continentales 1979-1980 |              |
| Coupe des champions de la CONCACAF     | Qualifiés    |
| Premier tour de qualification          | CS Herediano |

| Promotions et relégations   |                      |
| Relégué en Segunda División | Municipal San José   |
| Promu de Segunda División   | Municipal San Miguel |

## Statistiques

### Meilleur buteur
- Carlos Izquierdo (Municipal Turrialba) 13 buts
- Howard Romper (Limón Northern) 13 buts